# Cimetière d'Annonay
Le cimetière d'Annonay, dit aussi cimetière de la Croisette, est le cimetière communal de la ville d'Annonay dans le département de l'Ardèche. Il se trouve rue de la Croisette. Il est célèbre pour abriter la stèle de Joseph de Montgolfier. 

## Histoire et description

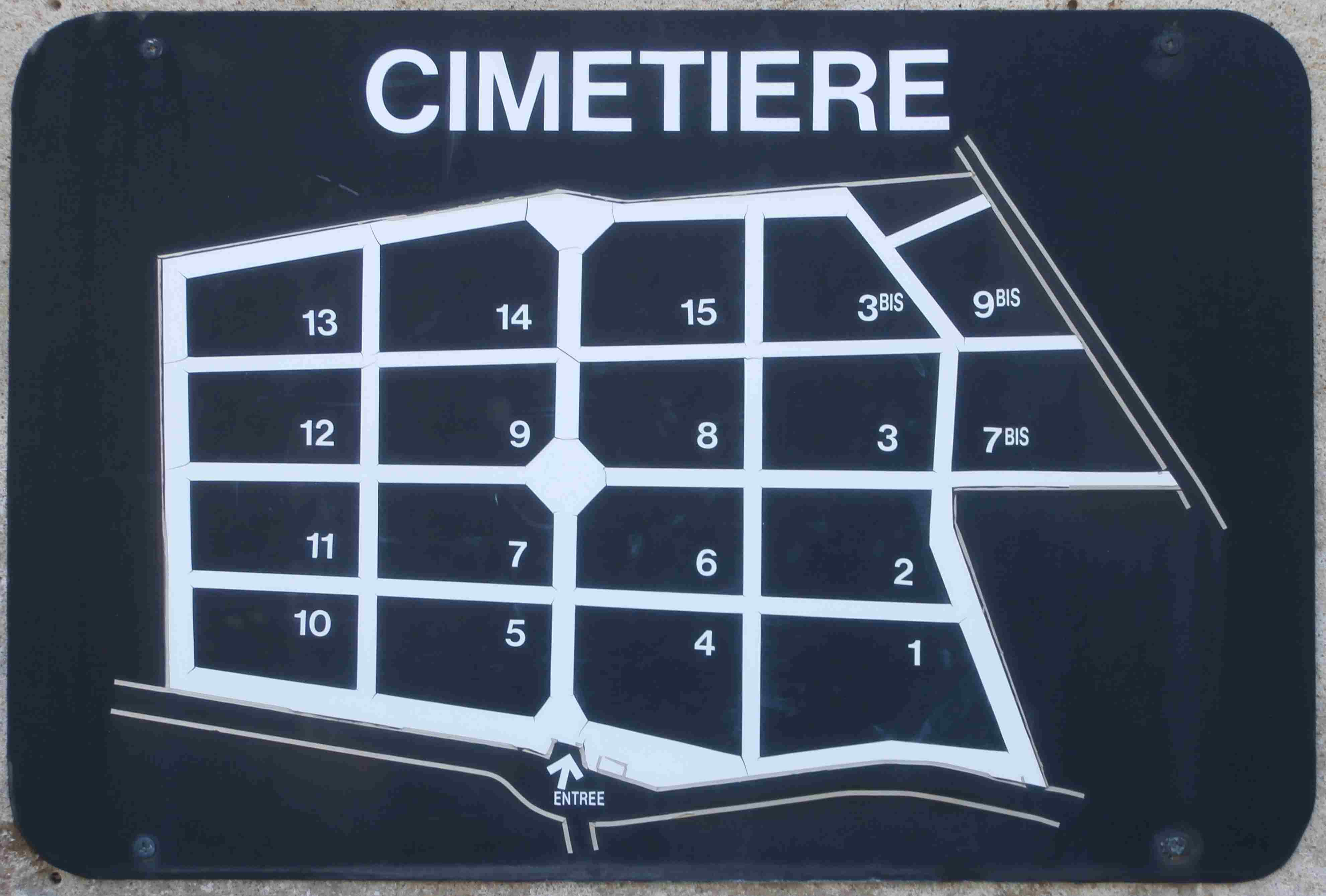
Plan du cimetière.

Ce cimetière a ouvert en 1808, après la fermeture de l'ancien cimetière, et agrandi au milieu du XIXe siècle. Installé en haut de la vieille ville sur une pente douce, il est ombragé de nombre de vieux cèdres et de platanes. Il possède encore des tombes anciennes de pierre blanche, pour la plupart présentant de hautes stèles, et reflète l'histoire locale avec ses sépultures de familles de commerçants (notamment du drap), d'industriels (notamment du papier), de magistrats, de familles aristocratiques et de maires datant du XIXe siècle; mais un grand nombre d'entre elles sont détruites dans les années 1990 et sont reprises aujourd'hui au fur et à mesure et remplacées par des tombes modernes « standard » sans signes distinctifs.
Le cimetière possède un monument aux morts de la guerre de 1870 avec une statue de garde mobile en bronze érigée en 1873 et un autre avec une statue de poilu et de la mère patrie devant un mur portant les plaques des noms auquel on accède par un escalier.

## Personnalités inhumées
- François-Antoine Boissy d'Anglas (1784-1850), préfet et conseiller d'État, fils du célèbre Boissy d'Anglas
- Joseph de Montgolfier (1740-1810), inventeur de la montgolfière
- Auguste Riboulon (1814-1880), maire d'Annonay (obélisque et médaillon)
- Général Arthur de Salins (1857-1936), combattant de Douaumont et figure du scoutisme français
- Marc Seguin (1786-1875), ingénieur et entrepreneur, pionnier du chemin de fer, petit-neveu des Montgolfier
- Jean-André Tavernier (1777-1850), maire d'Annonay et député sous la monarchie de juillet (obélisque)

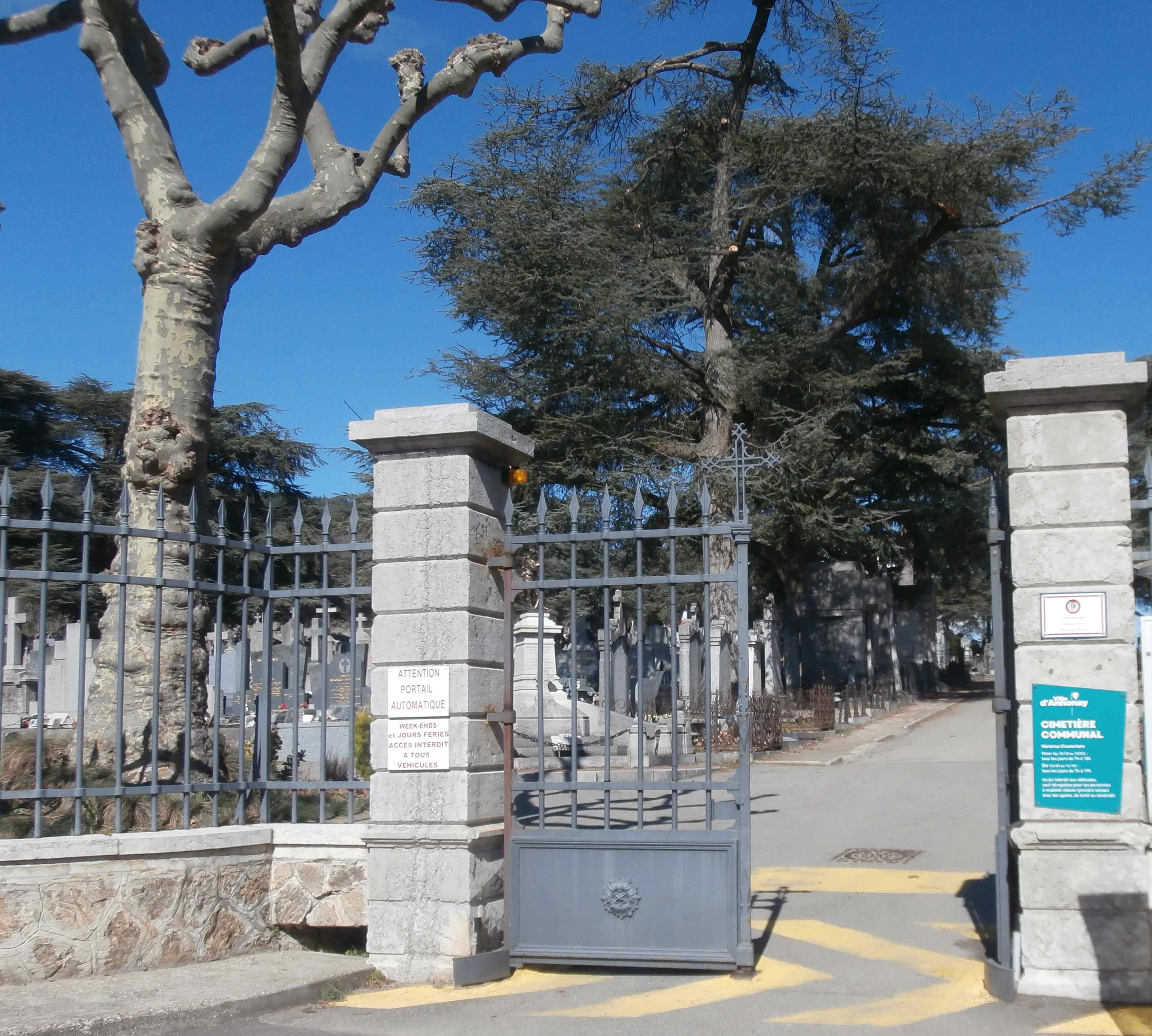
Entrée du cimetière.
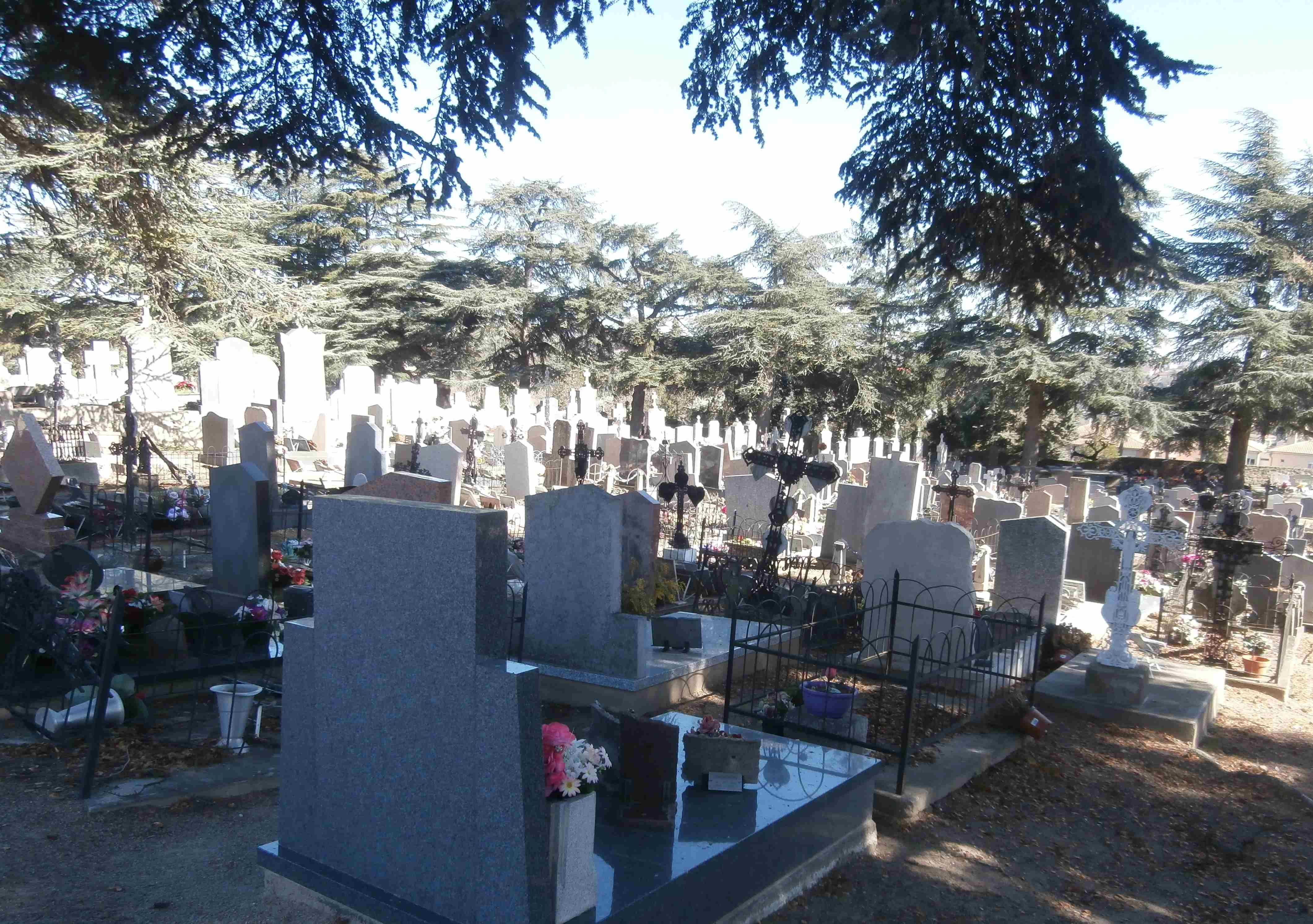
Vue du cimetière.
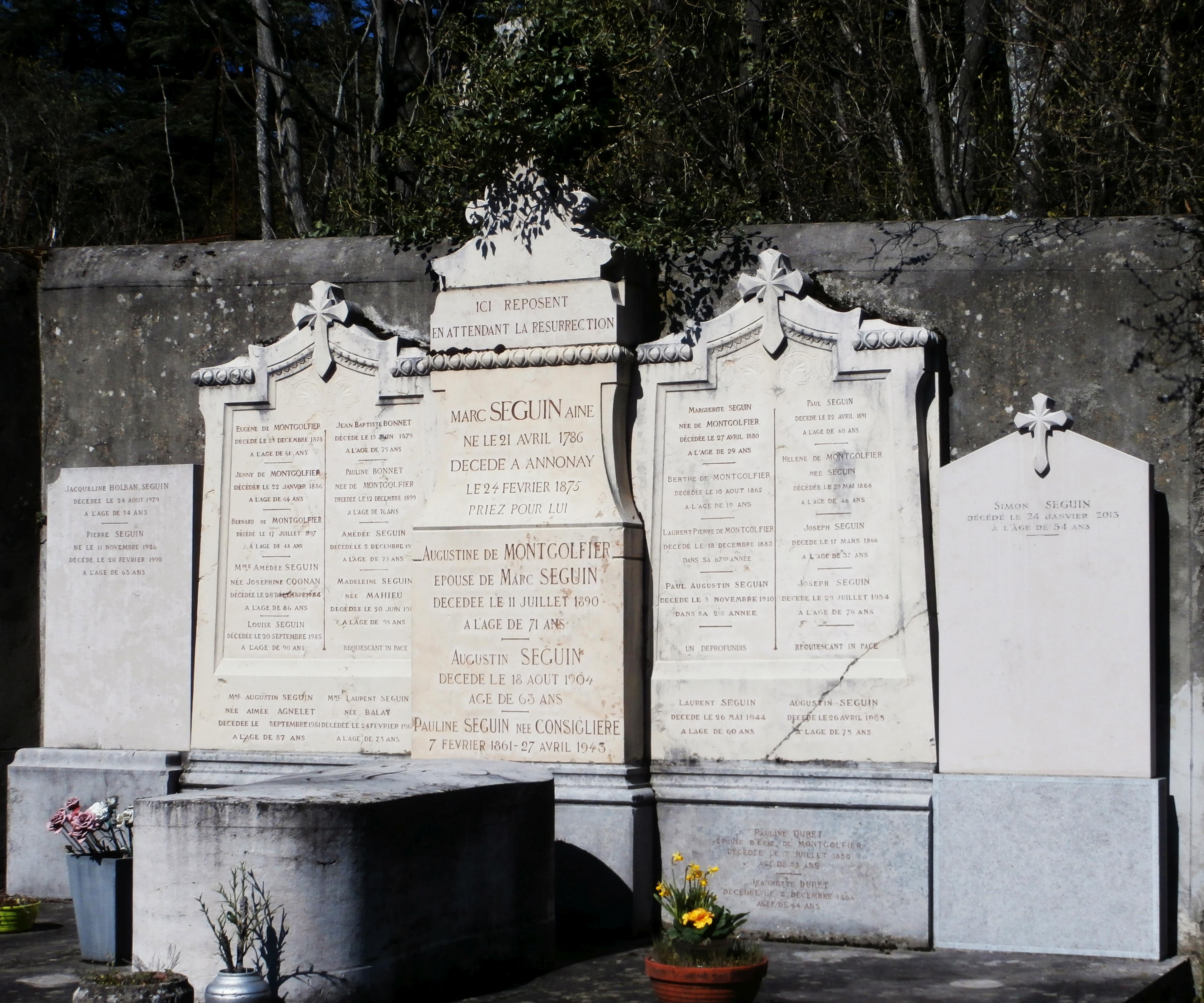
Sépulture de Marc Seguin.
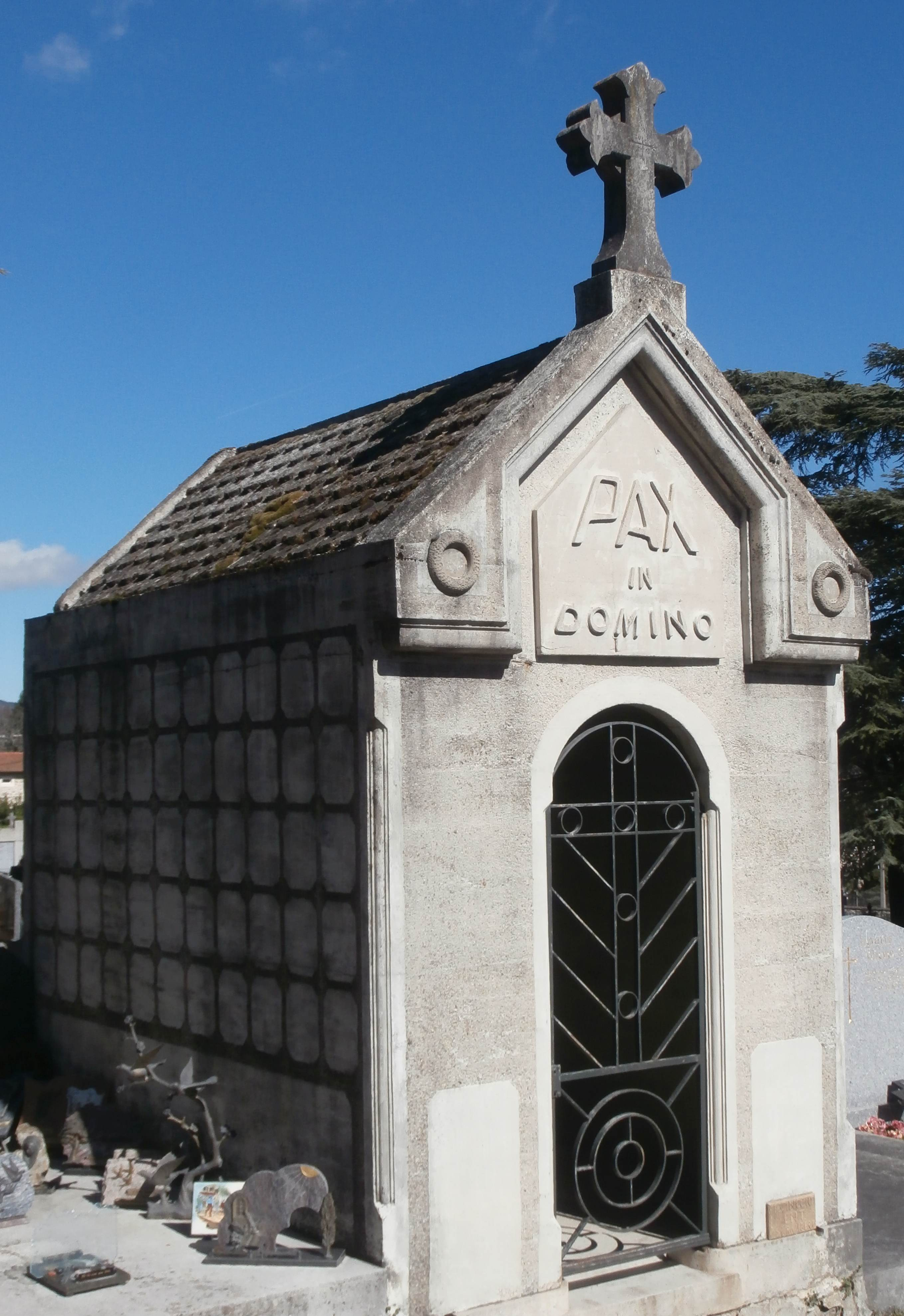
Vue d'une chapelle.
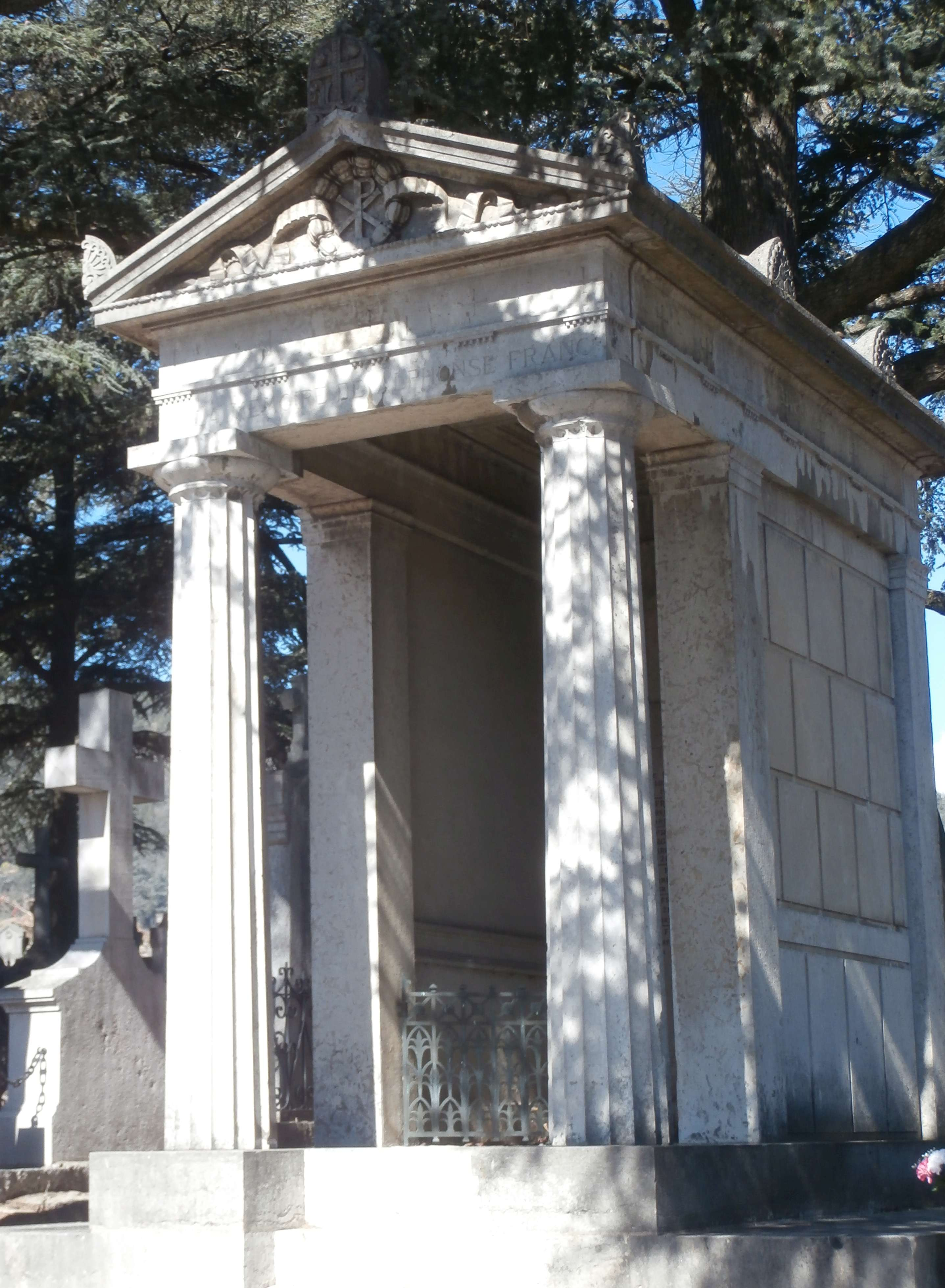
Chapelle néoclassique.